# Kościół Świętego Ducha w Legionowie
Kościół Świętego Ducha w Legionowie – rzymskokatolicki kościół parafialny należący do parafii św. Jana Kantego w Legionowie (dekanat legionowski diecezji warszawsko-praskiej).
Budowa kościoła została rozpoczęta w dniu 6 czerwca 1979 roku. Projektantem świątyni był architekt Krzysztof Chwalibóg. Kamień węgielny został poświęcony i wmurowany przez kardynała Stefana Wyszyńskiego w dniu 8 października 1979 roku. Budowla została poświęcona przez kardynała Józefa Glempa w uroczystość Zmartwychwstania Pańskiego, w dniu 22 kwietnia 1984 roku. Uroczyście świątynia została konsekrowana przez biskupa Kazimierza Romaniuka, pierwszego ordynariusza diecezji warszawsko-praskiej, w dniu 19 października 2003 roku.